# Joseph Gontrand Décoste
Joseph Gontrand Décoste SJ (ur. 24 kwietnia 1957 w Saint Jean du Sud) – haitański duchowny rzymskokatolicki, od 2009 biskup Jérémie.

## Życiorys
Święcenia kapłańskie przyjął 1 lipca 1984 i został inkardynowany do diecezji Les Cayes. Po święceniach został kapelanem szpitala w Les Cayes. W latach 1989–1993 studiował w Rzymie, a po powrocie do kraju objął funkcję ojca duchownego seminarium w Port-au-Prince. W 1998 wstąpił do zakonu jezuitów. Od 2005 ponownie pracował w seminarium w Port-au-Prince.
6 sierpnia 2009 został prekonizowany biskupem Jérémie. Sakry biskupiej udzielił mu 18 października 2009 abp Joseph Serge Miot.
W 2011 został wybrany sekretarzem generalnym haitańskiej Konferencji Episkopatu.